# Neochauliodes fraternus
Neochauliodes fraternus är en insektsart som först beskrevs av Robert McLachlan 1869.
Neochauliodes fraternus ingår i släktet Neochauliodes och familjen Corydalidae. Inga underarter finns listade i Catalogue of Life.